# أوسكار كاسترو زونيغا
أوسكار كاسترو زونيغا (بالإسبانية: Óscar Castro) هو أمين مكتبة وكاتب وشاعر تشيلي، ولد في 25 مارس 1910 في رانكاغوا في تشيلي، وتوفي في 1 نوفمبر 1947 في سانتياغو في تشيلي.

## وصلات خارجية
- أوسكار كاسترو زونيغا على موقع ديسكوغز (الإنجليزية)